# Дантеді
Дантеді (італ. Dantedì) — національне італійське свято в пам'ять про уславленого поета й мислителя Данте Аліг'єрі. Відзначається щорічно 25 березня, у дату, що відповідає дню 1300 року, у який, згідно з усталеними припущеннями, Данте опинився в похмурому лісі.

## Історія
Ідея створення свята Дантеді народилася з редакційної статті журналіста та письменника Паоло Ді Стефано, опублікованої в одній із провідних газет Італії Corriere della Sera 19 червня 2017 року. У своєму матеріалі Ді Стефано висловив пропозицію, згідно з якою за аналогією зі святом Блумсдей на честь видатного ірландського письменника  Джеймса Джойса — у календарі повинен з'явитися свій власний день і в Данте. До цієї думки він повертався і в наступних статтях.
У 2020 році за пропозицією міністра культурної спадщини та культурної діяльності Даріо Франческіні Рада міністрів Італії затвердила дату 25 березня як день, присвячений Данте Аліг'єрі. Інтелектуальні кола, вчені, а також такі престижні установи, як Академія делла Круска і Товариство Данте Аліг'єрі, позитивно ухвалили це рішення.

## Назва
Сама назва Дантеді (у перекладі на українську мову буквально —  "День Данте") являє собою неологізм за зразком назв будніх днів тижня в італійській мові (Lunedì — "День Місяця" (понеділок), Martedì — "День Марса" (вівторок), Mercoledì — "День Меркурія" (середа), Giovedì  — "День Юпітера" (четвер), Venerdì — "День Венери" (п'ятниця); слово "Dì", що означає "День", вживається в італійській украй вибірково) та з'явилося в результаті бесіди між Ді Стефано та лінгвістом Франческо Сабатіні. 